# Jean-Baptiste Collet (peintre)
Pour les articles homonymes, voir Jean-Baptiste Collet et Collet.
 (avril 2012).
Si vous disposez d'ouvrages ou d'articles de référence ou si vous connaissez des sites web de qualité traitant du thème abordé ici, merci de compléter l'article en donnant les références utiles à sa vérifiabilité et en les liant à la section « Notes et références ».
Jean-Baptiste Collet, né en février 1762 à Paris et mort dans la même ville le 10 mai 1843, est un peintre français.

## Biographie

### Origines

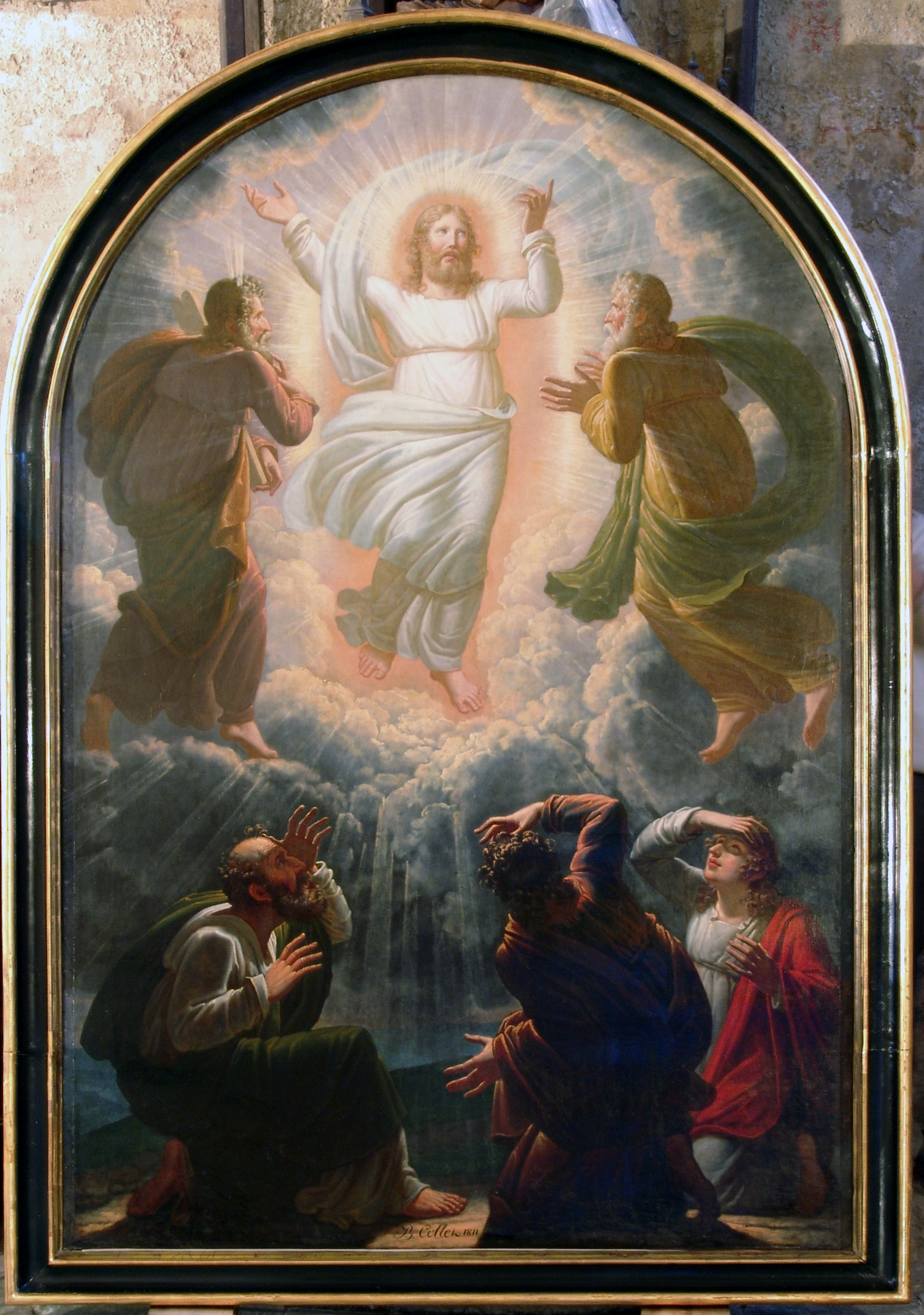
La Transfiguration (1811), église Saint-Pierre de Plauzat.

Jean-Baptiste Collet voit le jour au faubourg Saint-Antoine, à Paris, en février 1762. Il est le fils de Jean Michel Collet, maître ébéniste, et de Marguerite Vautrou (ou Ventroux), dans une famille qui comptait au moins trois générations d’ébénistes, parents ou alliés très proches d’artisans de grand renom comme Gilles Joubert, Pierre Migeon ou Mathieu-Guillaume Cramer. Le jeune homme rompt avec la tradition familiale et choisit de devenir peintre.

### La formation du peintre
Jean-Baptiste Collet bénéficie successivement de l’enseignement de deux maîtres : Jean Bardin (1732-1809), puis Jacques-Louis David (1748-1825). Parallèlement, depuis 1780, il est élève de l’Académie royale de peinture et de sculpture. Il obtient, en octobre 1789, la deuxième médaille du prix des figures académiques. Il pourrait, dès lors, tenter le grand prix mais, en 1793, la suppression des Académies a pour conséquence l’annulation de ce concours.
En 1789 ou 1790, il épouse la fille d'un riche cultivateur de Drancy, Angélique-Adélaïde Charlemagne. Le couple aura quatre enfants : Jacques-Claude (1791), Désirée (1794), Fortuné (1797) et Clotilde (fin 1803 ?). Le père initiera ses enfants à la peinture, mais seul l’aîné fera une belle carrière.

### La carrière parisienne
Ses œuvres figurant dans la vente publique de la collection de l’architecte Alexandre-Théodore Brongniart en 1792, les achats de la Société des amis des arts, fondée en 1790 par Charles de Wailly (1730-1798), sa participation au Salon de 1793, l’illustration d’un livre de voyage en Afrique et la gravure d’après ses dessins par des artistes de renom comme Jean Godefroy (1771-1839), Charles-Étienne Gaucher (1741-1804), Victor Pillement (1767-1814) montrent qu’à Paris Collet a déjà entamé une belle carrière. Sa production est en accord avec la mode de cette époque, en particulier sous le Directoire où fleurit le genre anacréontique. Par ailleurs, Collet enseigne le dessin dans une école prestigieuse, la Maison d’éducation Loyseau et Dubois.

### La carrière auvergnate

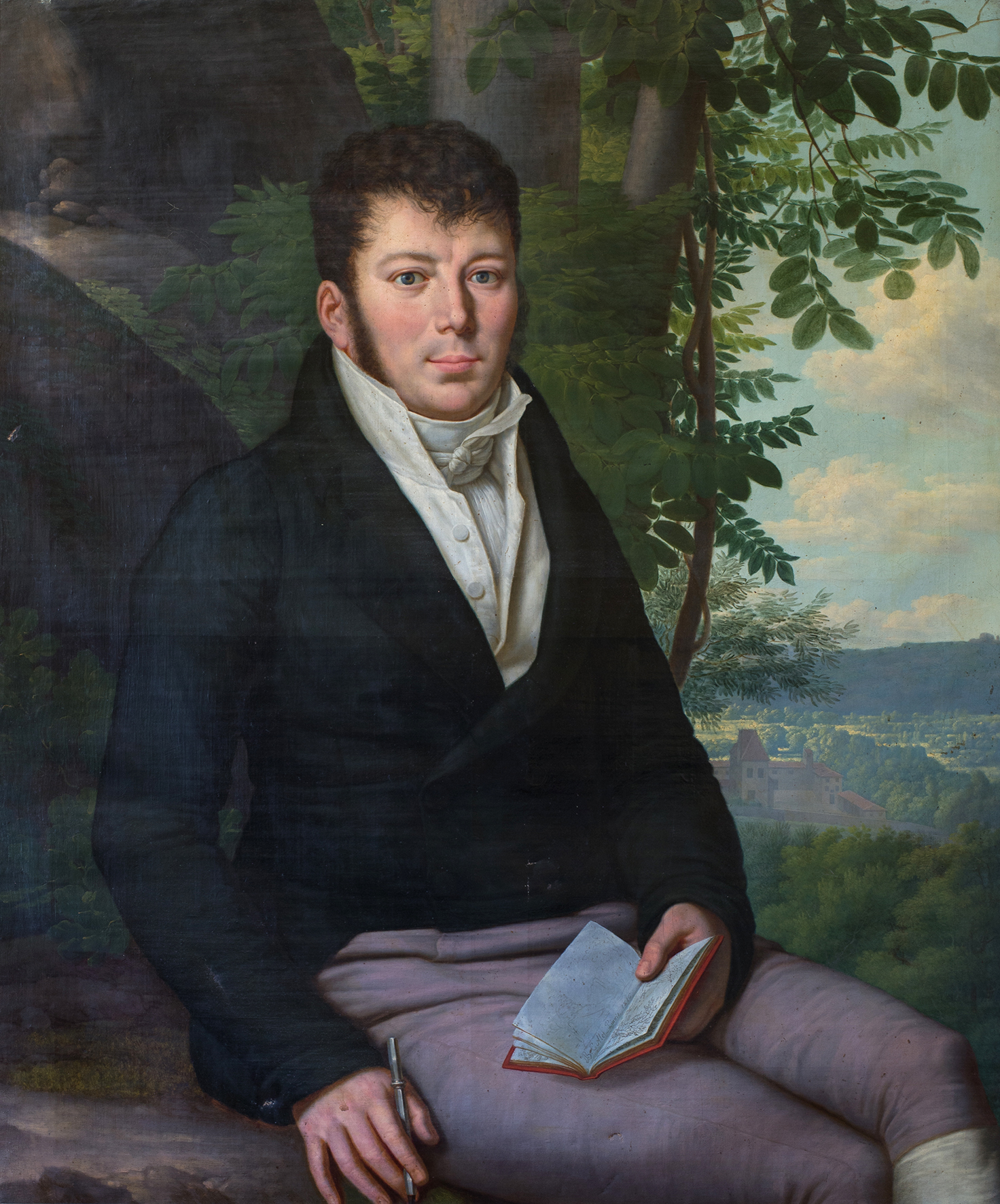
Attribué à Jean-Baptiste Collet, Portrait d'homme (1806), localisation inconnue.

En 1804, pour des raisons non élucidées, la famille quitte Paris pour s’installer durablement à Clermont-Ferrand. Jean-Baptiste Collet y peindra des paysages, beaucoup de portraits et des tableaux religieux qui sont conservées dans plusieurs églises du Puy-de-Dôme. Il séjourne encore en Auvergne au cours des années 1820. En 1822, il participe au Salon du Louvre en compagnie de son fils aîné, Jacques-Claude. Le père présente quatre œuvres dont deux grands paysages. Le fils expose, notamment, une vue de la vallée de Royat achetée par la duchesse de Berry pour son château de Rosny. Les portraits conservés dans des collections privées[réf. nécessaire] et les tableaux des églises témoignent d’une carrière auvergnate fructueuse.

### Le retour à Paris
Jean-Baptiste Collet revient à Paris à une date inconnue et y meurt le 10 mai 1843.

## Œuvres

### Œuvres dans les collections publiques
- Chaméane, église : Saint Amable, 1812, huile sur toile.
- Clermont-Ferrand, musée d'Art Roger-Quilliot : L’Enlèvement de Proserpine, huile sur toile.
- Gouttières, église : L’Adoration des mages, 1823, huile sur toile.
- Monton, église : L’Adoration des bergers, 1809, huile sur toile.
- Plauzat, église Saint-Pierre : La Transfiguration, 1811, huile sur toile.
- Saint-Amant-Roche-Savine, église : Le Repas chez Simon, 1808, huile sur toile.

### Estampes
- Piège tendu par l’Amour et Minerve protégeant la craintive innocence, Paris, département des estampes et de la photographie de la Bibliothèque nationale de France.

### Illustrations
- Damberger, Voyage dans l’intérieur de l’Afrique, An IX.

## Élèves
- Jacques-Claude Collet, son fils.